# Guilherme Schultz Filho
Guilherme Schultz Filho (Carazinho, 2 de abril de 1911 — Porto Alegre 28 de abril de 1976) foi advogado e poeta brasileiro. 
Exerceu sua atividade profissional no Rio Grande do Sul, tendo sido vice-presidente da OAB-RS. Foi membro da Academia Rio-Grandense de Letras; da Estância da Poesia Crioula, a qual presidiu; da Casa do Poeta; presidente do Movimento Tradicionalista Gaúcho; e diretor do Diário Popular.
Notabilizou-se na poesia regional com Gesta de um clarim, poesia  vencedora do concurso da Assembléia Legislativa do Rio Grande do Sul sobre a temática farroupilha..

## Livros
- Antologia da Estância da Poesia Crioula - 1970, Guilherme Schultz Filho e outros compiladores
- Osório, o legendário - 1970, biografia
- Gesta de um clarim - 1975, poesia crioula
- Rodeio das águas- 1976, poesia crioula
- Galponeiras -  1980, poesia crioula
- Símbolos crioulos - poesia crioula